# Максимін Фракієць
Гай Ю́лій Вер Максимі́н, також відомий як Максимін І Фракі́єць (лат. Gaius Julius Verus Maximinus; бл. 173, Фракія — травень 238, Аквілея) — римський імператор у 235–238 роках. Був першим варваром на римському престолі та першим з так званих «солдатських імператорів». Початок саме його правління ознаменував кризу ІІІ сторіччя у Римській імперії. Був одним з імператорів під час року шести імператорів.
Носив спеціальні титули перемоги: Germanicus Maximus («великий переможець германський»), з 235 року, Dacicus Maximus («великий переможець Дакії») та Sarmaticus Maximus («великий переможець сарматський») — з 237 року.

## Ранні роки і прихід до влади
За деякими, досить ненадійними джерелами (наприклад, «Історія Августів»), Максимін народився у Фракії чи Мезії у родині готського пастуха та жінки з племені аланів (чи сарматів). Однак таке його походження є малоймовірним, адже готи з'явилися на берегах Дунаю лише після початку Кризи. Наймовірніше, Максимін походив з фракійсько-римського роду (на думку Геродіана, сучасника Максиміна). Втім беззаперечним є той факт, що Максимін народився у провінції, був низького походження та подібно до наступних імператорів ІІІ століття, Ліцінія, Галерія, Авреола, Лева Фракійця, зробив видатну військову кар'єру від простого солдата римського легіону до найвищих посад Римської імперії.
За деякими повідомленнями, у 227–228 роках наставником та вчителем Максиміна був видатний римський юрист Модестін. Максимін вступив до армії за правління імператора Септімія Севера, привернувши його увагу величезним зростом (близько 2,5 м), надзвичайною фізичною силою та хоробрістю. У 231 році керував підготовкою нового IV Італійського легіону. Певний час Максимін не обіймав високих державних посад, допоки не був призначений іншим представником династії Северів, Александром Севером на посаду легата Верхньої Германії. Згодом Максимін командував рекрутами з Паннонії, що були невдоволені імператором Александром через малу платню та всебічне уникнення військових дій. Військами, серед яких був і 22-й легіон Primigenia, очолювані Максиміном, було вбито молодого Александра та його матір у Могунтіаку (сучасний Майнц, Німеччина) та разом з преторіанською гвардією проголосили Максиміна імператором. Їх вибір був неохоче підтверджений Сенатом, що був невдоволений приходом до влади людини із низьким походженням. Син Максиміна, Максим, також став цезарем.

## Правління

### Консолідація влади
Максимін зневажав аристократів і був безжалісним до тих, кого підозрював у змові проти себе, тому своє правління він почав із винищення близьких радників Александра. Також підтвердилися і деякі з його підозр: було викрито дві змови проти Максиміна. Перша з них була організована під час Рейнської кампанії групою офіцерів, що їх підтримувала група впливових сенаторів. Вони змовилися зруйнувати міст через Рейн, залишивши Максиміна на протилежному березі, а потім проголосити імператором сенатора Магна. Однак змову було викрито, а змовників страчено. В іншій змові брали участь месопотамські лучники, прихильники вбитого Александра. Вони планували зробити імператором Квартіна, проте їх лідер Македон змінив сторону та вбив Квартіна — цей вчинок, однак, не врятував його власного життя.

### Германська війна Максиміна
Криза III століття (також відома як «Військова анархія» чи «Імперська криза») — період 235–284 рр., коли Римська імперія поступово розпадалася та була на межі зникнення. Головними причинами цього явища були внутрішня громадянська війна, занепад економіки та зовнішні вторгнення.
Одним із методів укріплення свого авторитету Максимін вважав продовження великої германської війни, яку так невдало почав його попередник. Ще до Максиміна на Дунаї було споруджено понтонний міст, зібрано велику армію, переважно з фракійців, паннонців та іллірійців. У кампанії також брали участь і першорядні сирійські стрільці та мавританські застрільники: саме це і обумовило успішний наступ. Коли римляни спочатку перейшли Рейн, вони швидко подолали спротив германських племен, в основному, алеманів, завдавши германцям страшного спустошення. Проте коли римляни дійшли до лісової місцевості, ними було зустрічено завзятіший спротив. Германці укрилися за великим болотом на території сучасної німецької землі Баден-Вюртемберг та не давали бою римлянам, зупинивши на певний час римську армію. Тоді Максимін сам на коні стрибнув у трясовину, ведучи військо за собою. У болоті розпочався бій, що закінчився повним винищенням германського ополчення. Після перемоги Максимін взяв собі титул «Переможець Германський», зробив цезарем свого сина Максима, а своїй дружині Пауліні надав статусу божественної.
Взимку 235–236 рр. Максимін відвів свою армію до зимового табору Сірмій (лат. Sirmium) у Паннонії та почав звідти готувати напад на германців, водночас воюючи з дакійцями та сарматами. За деякими джерелами, він збирався завоювати всю Германію аж до самого Північного моря, але здійснити цей грандіозний план йому не вдалося: військові успіхи Максиміна не примирили з ним верхівку римського суспільства, зокрема сенаторів.

## Втрата влади

### Гордіан I та Гордіан II
На початку 238 року в римській провінції Африка, через здирство місцевих фінансових посадовців, корумпованість судів та неправдиві звинувачення проти деяких місцевих землевласників, спалахнуло загальне повстання. Землевласники озброїли своїх підлеглих та працівників та увійшли до Тісдра (сучасний Ель-Джем, Туніс), де вбили прокуратора та проголосили губернатора провінції, Марка Антонія Гордіана Семпроніана (Гордіана I), та його сина Гордіана II імператорами. Римський Сенат одразу перейшов на їх бік, дав обом титул августів та почав закликати римські провінції до підтримки цього рішення. Максимін зі свого боку, дізнавшись про це, негайно зібрав своє військо та почав наступ на Рим.
В Африці, повстання проходило не так, як було заплановано. На заході провінція Африка межувала з провінцією Нумідія, чий губернатор, Капеліан, був запеклим ворогом Гордіана та, на додачу до цього, контролював єдиний легіон в цьому районі — 3-й Augusta. Він вирушив війною на Карфаген і з легкістю розбив місцеве ополчення, що захищало місто. Гордіан II загинув у битві, а його батько, Гордіан І, дізнавшись про це, вкоротив собі віку, повісившись на власному поясі.

### Пупієн, Бальбін і Гордіан III
Коли африканське повстання зазнало поразки, Сенат опинився у великій небезпеці. Виказавши очевидну підтримку обом Гордіанам, сенатори не могли розраховувати на милосердя Максиміна, коли той дістанеться Риму. Перебуваючи у такому скрутному становищі, вони вирішили не підкорятися Максиміну та обрали зі своїх лав двох імператорів — Пупієна та Бальбіна. Щойно римський народ дізнався, що новими імператорами було обрано двох сенаторів, тобто тих, кого пересічні громадяни не дуже поважали, у місті почалися заворушення, а імператорський кортеж був закиданий палицями та камінням. Тому, з метою заспокоєння населення, Пупієном і Бальбіном було вирішено надати титул цезаря 13-річному Гордіану III, родичеві загиблих Гордіанів.

### Поразка і смерть
Максимін стрімко виступив у похід до Риму, проте в Аквілеї його війська, що страждали від голоду та хвороб, загрузнули у несподіваній облозі міста, яке закрило ворота на знак своєї нелояльності до Максиміна. Зрештою у квітні 238 року преторіанська гвардія змовилася між собою задля вбивства Максиміна, аби уникнути довгої та безкінечної облоги і більше не спустошувати Італію заради ненависного тирана. Змовившись, вони опівдні наблизилися до імператорського намету. Максимін вийшов, аби поговорити з ними, але вони, не давши йому сказати ані слова, вбили спочатку його сина, а потім і його самого. Голови Максиміна та його сина на списах були відправлені до Риму.

## Політика
Максимін подвоїв платню солдатам, що разом із постійними військовими діями, вимагало підвищення податків. Це змушувало збирачів податків вдаватися до жорстоких методів та незаконних конфіскацій, все більше відвертаючи правлячий клас від простого народу. Також Максиміном була скасована політика лояльності щодо християн, запроваджена за Александра Севера. Він безжалісно їх переслідував, а єпископ Риму, Понтіан, так само як і його наступник, Антер, загинули мученицькою смертю.

## Зовнішність
Античні джерела, від досить ненадійної «Історії Августів» до Геродіана, описують Максиміна як надзвичайно високу на зріст людину. Згідно з «Історією Августів» його зріст був близько 2,6 м, але сучасні історики беруть такі дані під сумнів. Геродіан, сучасник Максиміна, описує його як просто високу на зріст людину, зазначаючи: «Він був такої страхітливої зовнішності та колосального зросту, що не можна його порівняти навіть з найсильнішими грецькими атлетами чи елітними воїнами-варварами».
Деякі історики інтерпретують легенди про великий зріст Максиміна (так само як і іншу інформацію про його зовнішність, як, наприклад, надмірне потіння та надлюдську силу) як популярні стереотипні ознаки, що перетворюють його на стилізоване втілення варвара-розбійника або посилюють позитивне чи негативне враження, яке у цивільного населення викликає образ солдата.
Крім того, на давніх скульптурах він зображений як людина з видатними надбрівними дугами, великим носом і масивною щелепою. Цей факт дав привід деяким дослідникам припускати, що Максимін міг хворіти на акромегалію.